# Hornborga församling (före 1989)
Hornborga församling var en församling i Skara stift i Falköpings kommun i Västra Götalands län. Församlingen uppgick 1989 i Broddetorps församling.

## Administrativ historik
Församlingen har medeltida ursprung. 
Församlingen var till 1962 annexförsamling i pastoratet Broddetorp, Hornborga och Sätuna som från 1540 även omfattade Bolums församling. Från 1962 till 1989 var den annexförsamling i pastoratet Gudhem, Östra Tunhem,  Ugglum, Broddetorp, Hornborga, Sätuna, Bolum och Bjurum. Församlingen uppgick 1989 i Broddetorps församling.

## Kyrkor
- Broddetorps kyrka (församlingskyrka även för Hornborga, Sätuna och Bolums gamla församlingar)